# Laysla De Oliveira
Laysla De Oliveira (Toronto, 11 de gener de 1992) és una actriu canadenca d'ascendència brasilera, reconeguda principalment per la seva participació en les pel·lícules In the Tall Grass i Guest of Honour.

## Carrera
La carrera de De Oliveira es va iniciar al començament de la dècada de 2010. Un dels seus primers papers va ser el de Johanna Peeters en la sèrie de televisió Covert Affairs. Poc temps després va figurar en produccions com Nikita i Gothica. El 2018 va aparixer a les sèries iZombie i The Gifted. Un any després va interpretar el paper de Verónica a la pel·lícula de Atom Egoyan Guest of Honour i va protagonitzar la pel·lícula In the Tall Grass, inspirada en la novel·la homònima de Joe Hill i Stephen King.
L'any 2020 apareix fent el paper de Dodge a la sèrie de Netflix Locke & Key.

## Filmografia

### Cinema
- 2019 - Business Ethics
- 2019 - Code 8
- 2019 - In the Tall Grass
- 2019 - Guest of Honour
- 2018 - One by One
- 2018 - Acquainted
- 2017 - Halin Vs. Everybody
- 2016 - Lea to the Rescue
- 2016 - Onto Us
- 2013 - Gothica

### Televisió
- 2020 - Locke & Key
- 2018 - The Gifted
- 2018 - iZombie
- 2013 - Nikita
- 2012 - Covert Affairs